# علیمرادخانی سفلی
علیمرادخانی سفلی، روستایی از توابع دهستان ریزوند شهرستان چرداول در استان ایلام ایران است.

## جمعیت
مردم این روستا از ایل باستانی ریزوند می‌باشند و در دهستان ریزوند قرار دارد و براساس سرشماری مرکز آمار ایران در سال ۱۳۸۵، جمعیت آن ۹۸ نفر (۱۹خانوار) بوده‌است.